# Imogen Grant

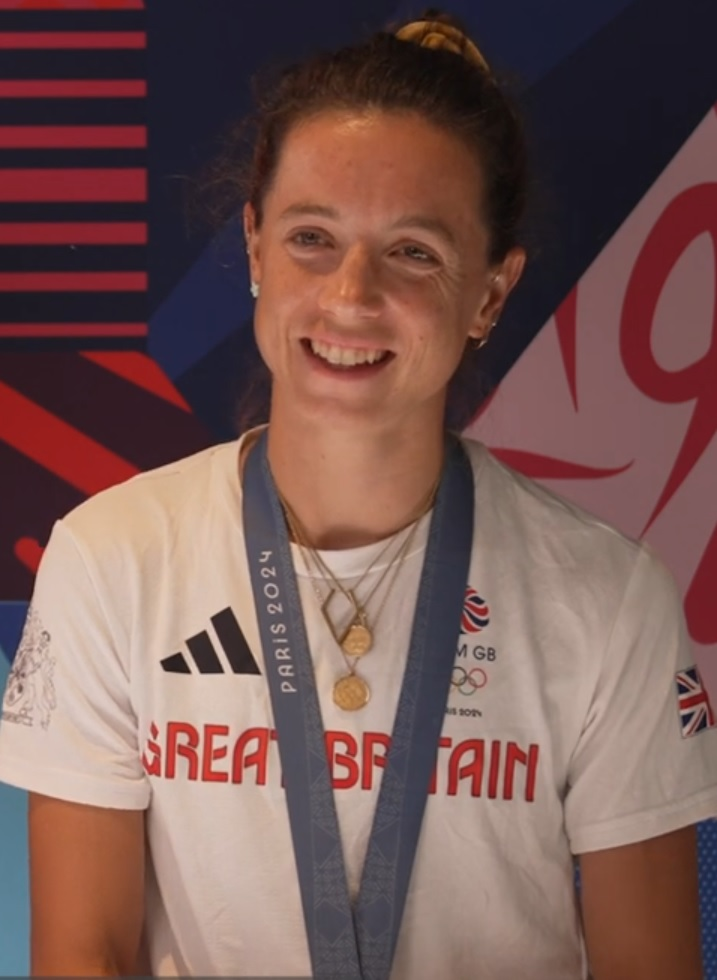
Imogen Grant bei einem Interview während der Olympischen Spiele 2024

Imogen Daisy Grant, MBE (* 26. Februar 1996 in Cambridge) ist eine britische Leichtgewichts-Ruderin. Sie wurde 2022 Weltmeisterin und Europameisterin und 2024 Olympiasiegerin.

## Karriere
Bei den U23-Weltmeisterschaften 2017 belegte Imogen Grant mit dem britischen Leichtgewichts-Doppelvierer den fünften Platz. 2018 gewann sie bei den U23-Weltmeisterschaften den Titel im Leichtgewichts-Einer. Bei den Weltmeisterschaften 2018 in der Erwachsenenklasse erkämpfte sie die Bronzemedaille hinter der Französin Laura Tarantola und der Italienerin Clara Guerra. 2019 trat Imogen Grant bei den Europameisterschaften zusammen mit Eleanor Piggott im Leichtgewichts-Doppelzweier an und belegte den vierten Platz. Beim Ruder-Weltcup in Rotterdam siegte Grant im Leichtgewichts-Einer. Ende August traten bei den Weltmeisterschaften in Linz-Ottensheim Imogen Grant und Emily Craig im Leichtgewichts-Doppelzweier an und erhielten die Bronzemedaille hinter den Booten aus Neuseeland und aus den Niederlanden. 2021 gewannen die beiden die Silbermedaille hinter den Italienerinnen und vor den Niederländerinnen bei den Europameisterschaften in Varese. Bei den Olympischen Spielen in Tokio belegten die Britinnen den vierten Platz mit 0,01 Sekunden Rückstand auf die drittplatzierten Niederländerinnen.
2022 bei den Europameisterschaften in München gewannen Craig und Grant den Titel vor den Französinnen. Einen Monat später siegten die beiden Britinnen bei den Weltmeisterschaften in Račice u Štětí vor den Booten aus den Vereinigten Staaten und aus Irland. Im Jahr darauf konnten Craig und Grant ihren Titel bei den Europameisterschaften 2023 in Bled verteidigen, sie siegten vor den Crews aus Griechenland und aus Frankreich.  Drei Monate später bei den Weltmeisterschaften in Belgrad gewannen die beiden Britinnen vor der US-Crew und den Rumäninnen. 2024 bei den Europameisterschaften in Szeged belegten Grant und Craig den vierten Platz und hatten abei etwa eine Sekunde Rückstand auf die drittplatzierten Italienerinnen. Drei Monate später bei den Olympischen Spielen in Paris gewannen die beiden Britinnen mit 1,7 Sekunden Vorsprung vor dem rumänischen Boot.
2025 wurde sie für ihre Verdienste um den Rudersport zum Member des Order of the British Empire (MBE) ernannt.